# Dolneni
Dolneni (makedonska: Долнени) är en ort i Nordmakedonien.   Den är huvudort i kommunen med samma namn, i den centrala delen av landet, 60 kilometer söder om huvudstaden Skopje. Dolneni ligger 622 meter över havet och antalet invånare är 11 534.